# Sergeanten 6
Sergeanten 6 ou Strandvägen 41  est un édifice historique du quartier Östermalm à Stockholm en Suède.

## Description
La propriété d'angle Sergeanten 6 a été achetée par le constructeur Johan Göransson et le maçon K.W. Gustafsson qui a également construit la maison.
L'édifice a été construit entre 1889 et 1892.
Le bien est marqué en bleu par le Musée municipal de Stockholm, ce qui signifie « que le bâtiment est considéré comme ayant des valeurs culturelles et historiques particulièrement élevées ».
Göransson et Gustafsson ont également bâti pour spéculer et sont à l'origine d'une longue lignée de nouveaux immeubles résidentiels ajoutés au cours de la ruée vers la construction des années 1880 et 1890 dans la capitale.
Johan Laurentz a réalisé une façade qui se fond avec celle des trois maisons voisines Sergeanten 1, Sergeanten 7 et Sergeanten 8 avec toutefois quelques détails déviants qui sont particulièrement évidents dans le dessin de l'angle, plus fort que celui de l'extrémité ouest.
L'entrée a été conçue de manière somptueuse et pompeuse avec un portail sculpté avec des grilles en fer forgé. À l’intérieur, le visiteur est accueilli par un sol en marbre à motifs noirs et blancs et des marches blanches. Devant des murs en marbre avec des arcades et des pilastres, des sculptures antiques en plâtre et des colonnes avec des bases et des chapiteaux blancs et des figures de putti dans les écoinçons se dressent sur des socles.
L'étage entier était occupé par deux grands appartements, celui faisant face à Strandvägen avait sept pièces et une cuisine, l'appartement d'angle Strandvägen/Banérgatan six pièces et une cuisine. La pièce avec baie vitrée dans le coin faisait partie de l'appartement d'angle. La maison avait dès le départ des salles de bains mais pas d'ascenseur, celui-ci fut ajouté en 1955. Le chauffage central fut installé en 1927.
Depuis 1984, l'édifice appartient au syndic de copropriété BRF Sergeanten nr 6.

## Galerie

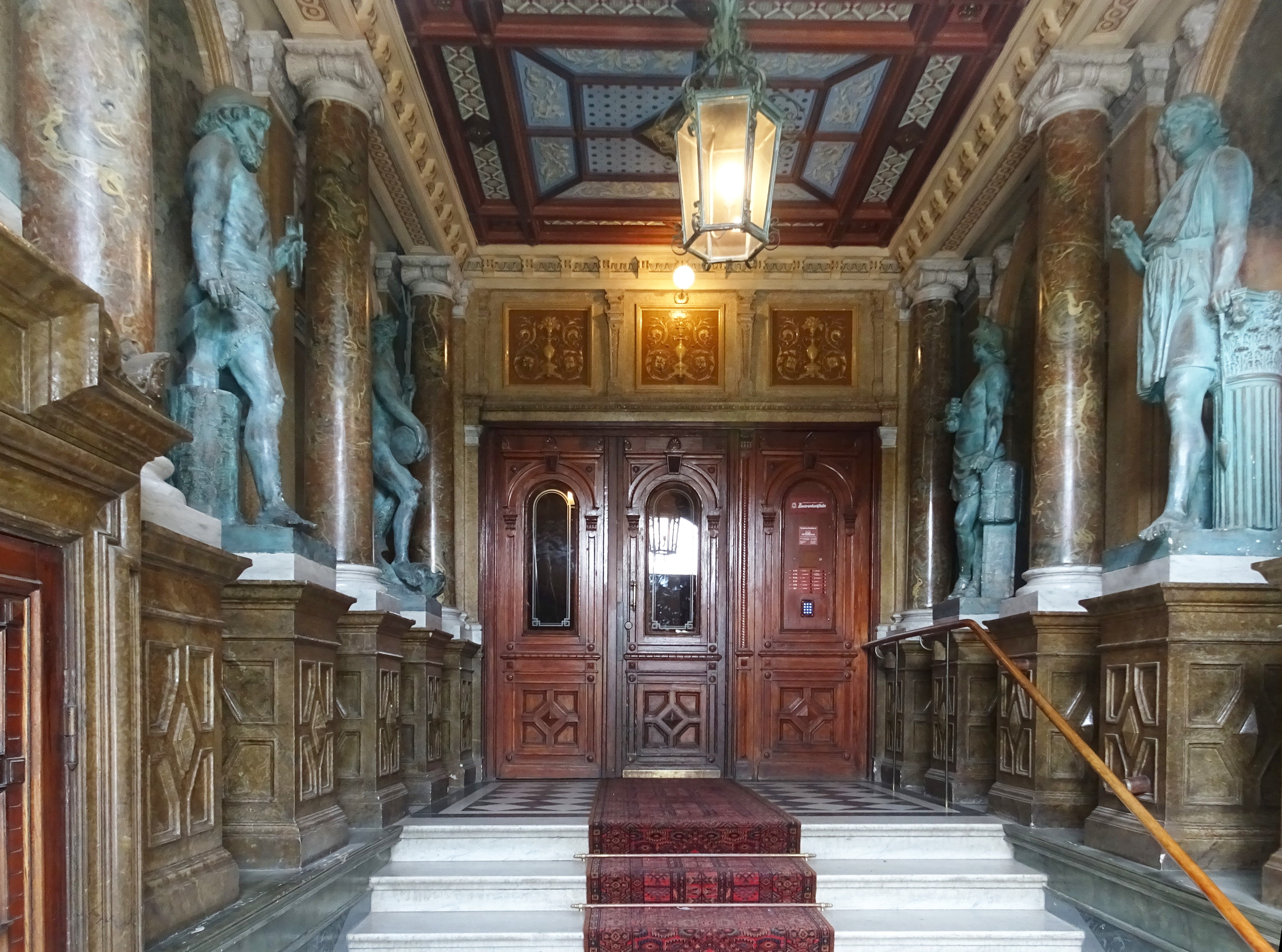
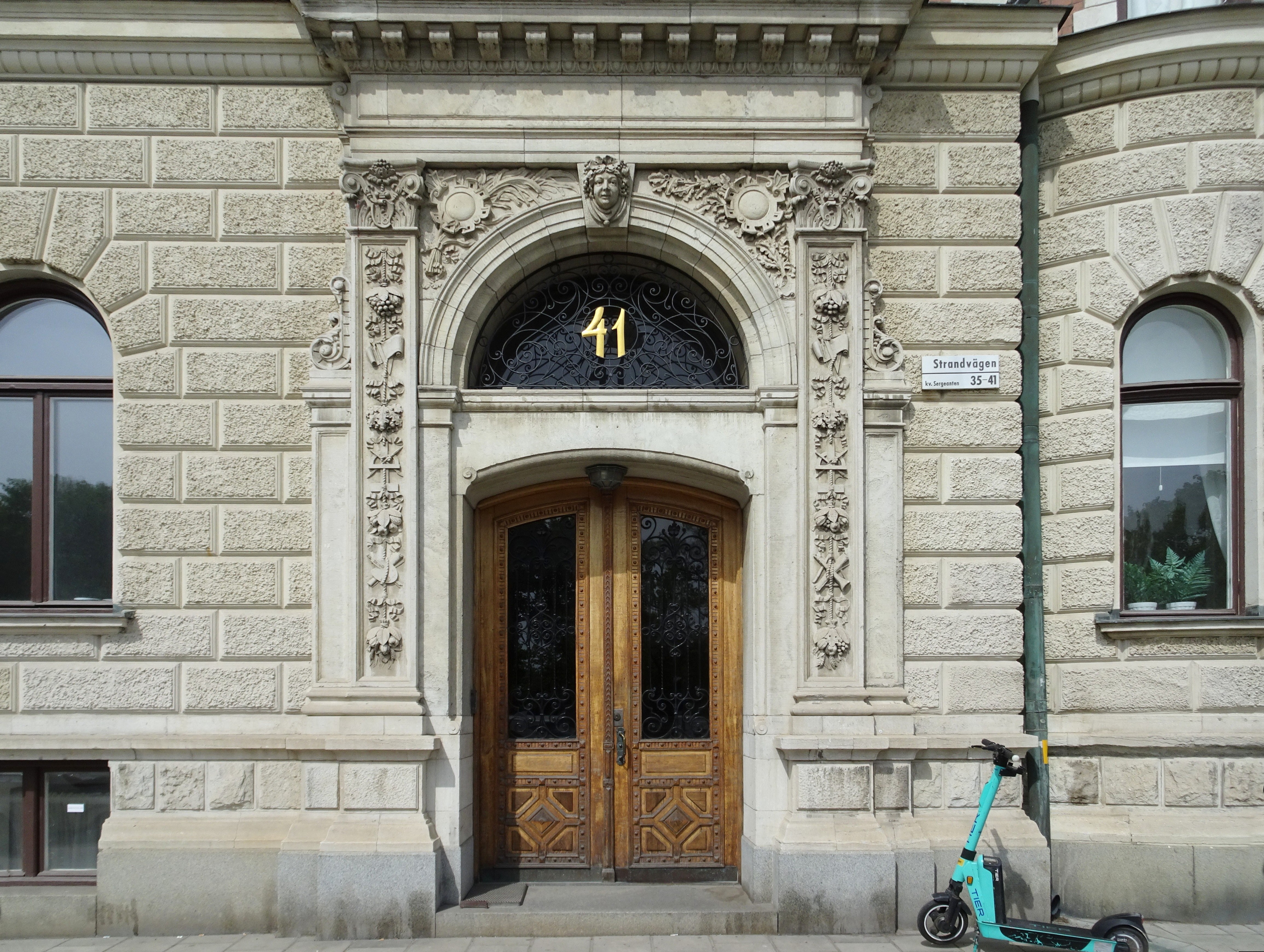